# Pustověty
Pustověty (en allemand : Wüsterried) est une commune du district de Rakovník, dans la région de Bohême-Centrale, en Tchéquie. Sa population s'élevait à 137 habitants en 2020.

## Géographie
Pustověty se trouve à 8 km au sud-est de Rakovník et à 43,5 km à l'ouest de Prague.
La commune est limitée par Pavlíkov au nord-ouest, par Nový Dům et Ruda au nord, par Městečko à l'est et au sud-est, par Velká Buková au sud et par Lašovice à l'ouest.

## Histoire
La première mention écrite de la localité date de 1391.

## Transports
Par la route, Pustověty se trouve à 13 km de Rakovník et à 59 km du centre de Prague.